# Kanawha
Kanawha és una població dels Estats Units a l'estat d'Iowa. Segons el cens del 2000 tenia 739 habitants.

## Demografia
Segons el cens del 2000, Kanawha tenia 739 habitants, 309 habitatges, i 194 famílies. La densitat de població era de 142 habitants/km².
Dels 309 habitatges en un 24,6% hi vivien nens de menys de 18 anys, en un 55% hi vivien parelles casades, en un 5,2% dones solteres, i en un 37,2% no eren unitats familiars. En el 34,6% dels habitatges hi vivien persones soles el 22% de les quals corresponia a persones de 65 anys o més que vivien soles. El nombre mitjà de persones vivint en cada habitatge era de 2,26 i el nombre mitjà de persones que vivien en cada família era de 2,9.
Per edats la població es repartia de la següent manera: un 22,3% tenia menys de 18 anys, un 5,7% entre 18 i 24, un 22,2% entre 25 i 44, un 19,2% de 45 a 60 i un 30,6% 65 anys o més.
L'edat mediana era de 45 anys. Per cada 100 dones de 18 o més anys hi havia 80,5 homes.
La renda mediana per habitatge era de 36.250 $ i la renda mediana per família de 42.031 $. Els homes tenien una renda mediana de 27.273 $ mentre que les dones 20.288 $. La renda per capita de la població era de 18.429 $. Entorn del 2,5% de les famílies i el 5,1% de la població estaven per davall del llindar de pobresa.

## Poblacions més properes
El següent diagrama mostra les poblacions més properes.